# Fabien Bertrand
Fabien Bertrand (* 4. Mai 1971 in Bourg-Saint-Maurice, Savoie) ist ein ehemaliger französischer Freestyle-Skier. Er war auf die Buckelpisten-Disziplinen Moguls und Dual Moguls spezialisiert. Bei den Weltmeisterschaften 1993 gewann er die Silbermedaille. Im Weltcup gelangen ihm zwei Siege.

## Biografie
Fabien Bertrand gab am 30. November 1990 in La Plagne sein Debüt im Freestyle-Skiing-Weltcup. Seinen ersten Top-10-Platz belegte er zwei Wochen später als Zehnter in Zermatt. Danach dauerte es mehr als zwei Jahre, bis er wieder ein Spitzenresultat einfuhr. Nach einem fünften Platz in La Clusaz konnte er im Februar 1993 in La Plagne seinen ersten Rennsieg feiern und sich für die Weltmeisterschaften in Altenmarkt-Zauchensee qualifizieren. Dort gewann er hinter Jean-Luc Brassard die Silbermedaille. In der Weltcup-Disziplinenwertung schaffte er als Neunter ein Karrierehoch.
1993/94 verschlechterten sich seine Ergebnisse wieder. Mit gerade einmal drei Platzierungen unter den besten zehn konnte er sich nicht für die Olympischen Spiele von Lillehammer qualifizieren. Ähnlich verlief der folgende Winter, bei den Weltmeisterschaften in La Clusaz belegte er als Fünfter sein bestes Saisonergebnis. Danach konnte er nur noch wenige Weltcups absolvieren und an keinem Großereignis mehr teilnehmen. Im Dezember 1995 gewann er den ersten Wettkampf in der neuen Disziplin Dual Moguls (Parallelbuckelpiste), beendete die Saison dann aber vorzeitig. In den letzten beiden Weltcup-Wintern seiner Karriere bestritt er insgesamt noch fünf Rennen, das letzte davon im Dezember 1997.
Von 2003 bis 2010 war Fabien Bertrand Moguls-Cheftrainer der französischen Nationalmannschaft. Danach war er im französischen Skiverband für die Entwicklung der vier olympischen Freestyle-Disziplinen verantwortlich, seit 2014 ist er Direktor der Sparte Freestyle-Skiing.

## Erfolge

### Weltmeisterschaften
- Altenmarkt-Zauchensee 1993: 3. Moguls
- La Clusaz 1995: 5. Moguls

### Weltcupwertungen
| Saison  | Gesamt | Gesamt | Moguls | Moguls | Dual Moguls | Dual Moguls |
| Saison  | Platz  | Punkte | Platz  | Punkte | Platz       | Punkte      |
| ------- | ------ | ------ | ------ | ------ | ----------- | ----------- |
| 1990/91 | 87.    | 3      | 31.    | 25     | –           | –           |
| 1991/92 | 90.    | 3      | 35.    | 26     | –           | –           |
| 1992/93 | 32.    | 61     | 9.     | 552    | –           | –           |
| 1993/94 | 44.    | 51     | 12.    | 408    | –           | –           |
| 1994/95 | 34.    | 59     | 11.    | 416    | –           | –           |
| 1995/96 | 94.    | 9      | 38.    | 72     | 9.          | 100         |
| 1996/97 | 119.   | 2      | 46.    | 8      | 27.         | 72          |
| 1997/98 | –      | –      | –      | –      | 42.         | 4           |

### Weltcupsiege
| Datum             | Ort       | Land       | Disziplin   |
| ----------------- | --------- | ---------- | ----------- |
| 25. Februar 1993  | La Plagne | Frankreich | Moguls      |
| 11. Dezember 1995 | Tignes    | Frankreich | Dual Moguls |